# Blodheia

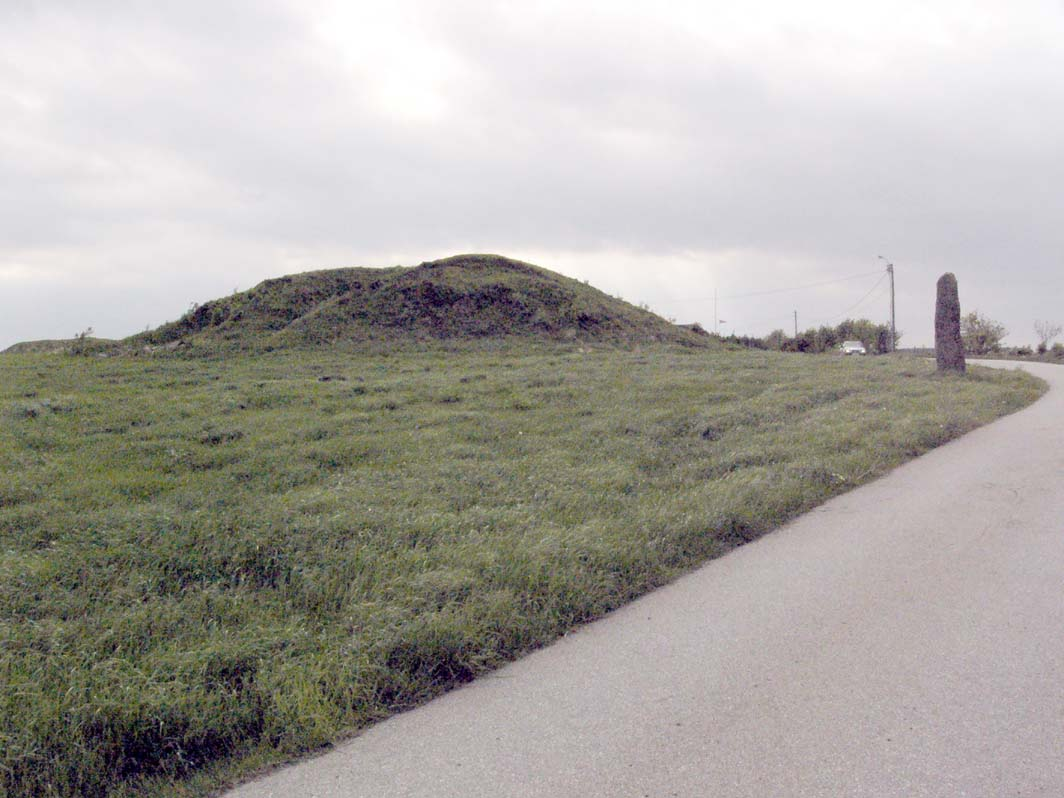
"Prinsehaugen" på Reheia.

Blodheia, Bloheia eller Reheia är ett gravfält i Karmøy kommun i Rogaland i Norge, cirka en kilometer norr om Avaldsnes kyrka på Karmøy.
Gravfältet är numera till största del uppodlat, och de flesta gravhögarna är försvunna; ännu 1842 låg här 40–50 högar och fyrkantiga stensättningar. En del av dessa undersöktes på 1800-talet och kunde då dateras till järnåldern. Längs hedens rygg ligger 7–9 större gravhögar, som alla öppnades i början av 1800-talet och nu är i ruiner. De två östligaste högarna var byggda över stenkistor från äldre bronsålder; mellan de två högarna står en 3,5 meter hög bautasten. Gravfältet är nu säkrat och restaurerat.